# بين روس
بين روس (بالإنجليزية: Ben Ross)‏ هو لاعب دوري الرغبي أسترالي، ولد في 23 مايو 1980 في Chinchilla, Queensland ‏ في أستراليا.